# 사카이 다다나오 (센고쿠 시대)
사카이 다다나오/다다히사/다다요시(일본어: 酒井忠尚, さかい ただなお/ただひさ/ただよし)는 센고쿠 시대의 무장이다. 마쓰다이라씨의 가신으로, 미카와국 우에노 성을 다스렸다. 사카이 야스타다의 아들로, 사카이 다다쓰구와는 삼촌 관계였다. 마쓰다이라 히로타다 대부터 마쓰다이라 씨를 섬겨온 중신이었으며, 히로타다가 죽은 뒤에는 마쓰다이라 모토야스 (도쿠가와 이에야스의 옛 이름)를 섬겼으나, 오다씨와 내통하기도 했다.
1563년에 미카와 국에서 일어난 잇코잇키 사건 때 이에야스를 배신하고 잇키 일당과 손을 잡아, 우에노 성에서 농성했다. 그러나 잇키가 진압당하고 토벌대가 우에노 성을 침공하자, 우에노 성을 버리고 스루가국으로 도망갔다. 그 후의 발자취에 대해서는 알려져 있지 않다.

## 같이 보기
- 마쓰다이라 노부타카